# Xylota meigeniana
Xylota meigeniana là một loài ruồi trong họ Ruồi giả ong (Syrphidae). Loài này được Stackelberg mô tả khoa học đầu tiên năm 1964. Xylota meigeniana phân bố ở vùng Cổ Bắc giới